# 109-й іде без зупинок
«109-й іде без зупинок» (яп. 新幹線大爆破, Shinkansen Daibakuha (вибуховий «сінкансен»)) — японський фільм 1975 режисера Дзюн'я Сато.

## Сюжет
Терористи закладають бомбу в високошвидкісний потяг «Хікарі-109», що перевозить півтори тисячі пасажирів. Поїзд вирушає в рейс під керуванням машиністів, які нічого не підозрюють, і набирає швидкість понад 200 км/год. Після цього на пульт управління безпеки перевезень надходить дзвінок від терориста, який повідомляє про закладену бомбу, а також те, що вона буде автоматично підірвана при зниженні швидкості потягу нижче ніж 80 км/год. Терорист вимагає 5 000 000 доларів за схему знешкодження бомби.

## Цікаві факти
- Сюжет американського фільму «Швидкість» 1994 року дуже нагадує сюжет цього фільму.
- Фільм був дубльований на кіностудії «Мосфільм» і знаходився у прокаті в СРСР.